# 木村花
木村花（日语：木村 花，1997年9月3日—2020年5月23日），日本女子職業摔角選手。Stardom所屬，從事藝能活動是WALK所屬。母親木村響子是前女子職業摔角選手。父親是印尼人。出身於神奈川縣橫濱市。
2020年5月23日，經紀公司確定木村已尋短身亡，得年22歲。

## 所屬
- 職業摔角聯盟A.C.E.（2016年－2018年）
- WRESTLE-1（2018年－2019年）
- Stardom（2019年－2020年）

## 得意技
- BIG BOOTS[3]

- 飛彈踢[3]

## 入場曲
- Internet Friends／Knife Party
- La La La（Brazil 2014） ft. Carlinhos Brown／Shakira

## 出演
- TERRACE HOUSE TOKYO 2019-2020（2019年10月－，Netflix）[3]
- 他人★（電視節目）2020年2月4日
- 週刊Playboy（2017年6月12日號[4]、10月30日號、2018年4月16日號，集英社）

## 自杀
2020年5月23日后半夜，木村花的母亲木村响子因联系不上木村，去木村位于龟户站附近的一间公寓找她，发现门上贴着“正在产生硫化氢”的贴纸。在消防人员破门进入后发现了倒在床上的木村花，负责抢救的医院确认其已死亡。在现场发现了内含产生硫化氢药品的容器，以及遗书：
|  | （） |

木村花的死因並未公佈，但一般被認為是由於她不堪忍受網路霸凌而選擇輕生。木村花生前曾參加日本真人秀戀愛節目《雙層公寓 東京2019-2020》後受到討論而打開了她的知名度，卻也因為在節目中屢次與夥伴發生口角爭執，引發網友不滿，甚至出現在她的社群網站平台留下刻薄惡毒並充滿人身攻擊的留言，木村花可能是出於不堪網路霸凌，最後選擇輕生。
受此事件的影響，原本重新開拍的《雙層公寓 東京2019-2020》由製作局富士電視台宣布中止拍攝。而在有份播放本節目的串流平台Netflix上，所有木村花有份出現該節目的集數也被悉數刪除。

## 外部連結
- 株式會社WALK（木村花）所屬事務所 （日語）[]
- Stardom公開資料（页面存档备份，存于） （日語）[]
- 木村花在互联网电影资料库（IMDb）上的資料（英文）
- 木村花 HanaKimura的X（前Twitter） （日語）
- 木村花(HANA)的Instagram帳戶 （日語）